# 사루사와 시게루
사루사와 시게루(일본어: 猿沢 茂, 1960년 1월 30일 ~ )는 일본의 은퇴한 축구 선수이다. 마쓰다에서 활동하였다.

## 구단 경력
그는 일본 사커 리그의 마쓰다에서 활동했다.

## 국가대표팀 경력
그는 1979년 FIFA 세계 청소년 축구 선수권 대회에 참가할 일본 U-20 국가대표팀에 에 선발되었으나 경기에 출전하지는 못하였다.